# Ратни логор Дервента
Ратни логор Дервента био је логор за вријеме рата у Босни и Херцеговини којим је управљала хрватска војска и у којем су српски цивили држани и мучени. Налазио се у Дервенти, насељу у близини границе са Хрватском и постојао је у периоду од априла до јуна 1992. године. Главни логор био је смјештен у згради бивше Југословенске народне армије у центру Дервенте, што је данас Културни центар. Број затвореника и смртних случајева још увијек није познат.

## Историја
Рат у Босни и Херцеговини почео је у априлу 1992. године када су хрватске и муслиманске паравојне формације, као и Хрватско вијеће одбране, у насељима од Брода до Дервенте у близини границе са Хрватском, извршили етничко чишћење и ратне злочине против српског цивилног становништва. Многи људи су депортовани у логоре који су се налазили у Дервенти и околини. Већина цивила депортована је углавном из насеља Чардак у логор Дервента. Скоро сви становници Чардака доведени су у логор 26. априла 1992. године, на православни Васкрс, а остали су убијени док су им куће паљене. Током овог периода убијен је 41 Србин, 36 њих током рације на Чардаку и 5 у логорима, укључујући старије људе, жене и дјецу. Овај инцидент сматра се масакром на Чардаку. Данас, на Чардаку постоји спомен-комплекс "Чардак" који је подигнут 7. јула 2012. године у спомен жртвама злочина почињеног на мјесту гдје је раније откривена масовна горбница са 19 тијела. Спомен-комплекс се састоји од спомен-плоче, споменика и спомен-цркве.
Логор је отворен 12. априла 1992. године у згради бивше Југословенске народне армије у центру града, а данашњем Културном центру, у ком је у почетку било око 200 људи. У логору је било убистава, док су остали затвореници мучени; између осталог су били пребијани док се не онесвијесте, приморани да пију бензин и руке и лице су им паљени. Остали затвореници су одведени у два оближња логора Пољари и Рабић, гдје су се дешавали слични инциденти. Данас се испред зграде налази спомен-плоча.
Азра Башић, звана "Азра — два ножа" или "крвава Азра", позната је по злочинима у логору Дервента. Према америчким судским документима, Азра је починила озбиљна злодјела према затвореницима и убила је најмање једног човјека. Два логораша су потврдила да је убила логораша Благоја Ђураша тако што му је убола нож у врат. Ђураш је незаконито ухапшен и доведен у логор у Дервенти. Ту су га хрватски и муслимански војници претукли. Азра је остале логораше, који су били претучени и свезани, вукла за косу и тјерала да пију Ђурашеву крв. Једном затворенику је одсјекла полни орган. Логораши су свједочили и да је Азра затвореницима клијештима чупала уши и врућим жерачима их хватала за тестисе. Неке је скидала и тјерала да пужу по поду пуном стакла, а она би им сјела на леђа и ставила им уже у уста које је повлачила рукама.

## Суђење
Азра Башић је ухапшена 2011. године након дуге потјере у САД и оптужена је за ратне злочине.
Бивши припадник ХВО Ивица Врдољак осуђен је на пет година затвора због злочина почињених у околини Дервенте као и у логорима.